# Veselíčko, Písek
Veselíčko là một làng thuộc huyện Písek, vùng Jihočeský, Cộng hòa Séc.